# 前金文聖殿
高雄前金文聖殿，位於台灣高雄市前金區成功一路272號，高雄漢神百貨旁，主祀文衡聖帝，分靈自澎湖馬公山水上帝廟。是當地澎湖移民的信仰中心。

## 簡介
日治時期由陳氏父子從澎湖馬公山水北極殿分靈來台，原本神像奉祀在陳家，後來因信徒增多，在民國36年1947年於現址蓋廟奉祀文衡聖帝。

## 祀神
前金文聖殿主祀文衡聖帝，配祀福德正神、註生娘娘、玄天上帝、太歲星君。

## 外部連結
- 前金文聖殿臉書 （页面存档备份，存于）